# 龙河
龙河是长江的一级支流，位于中国重庆市东南部。上游分南北两支，均发源于石柱县，北支发源于方斗山，南支发源于七曜山，两支在石柱县桥头镇汇合后，呈东北-西南流向，经三河乡、南宾镇（石柱县城）、下路镇进入丰都县江池镇，入石板水库，经龙河镇、三建乡，在雪玉洞附近折向西北，在丰都县城三合镇汇入长江。其中石柱县境内又称南宾河。流域形状大致呈长方形，长约80千米，宽约30千米。流域中上游山势陡峭，河谷深切，河道平均比降4.8%。